# Leopoldów (powiat hrubieszowski)
Leopoldów – kolonia w Polsce położona w województwie lubelskim, w powiecie hrubieszowskim, w gminie Trzeszczany.
W latach 1975–1998 miejscowość należała administracyjnie do województwa zamojskiego. 
Wieś stanowi sołectwo gminy Trzeszczany. Według Narodowego Spisu Powszechnego (III 2011 r.) liczyła 280 mieszkańców i była piątą co do wielkości miejscowością gminy.
Wierni Kościoła rzymskokatolickiego należą do parafii Trójcy Przenajświętszej i Narodzenia Najświętszej Maryi Panny w Trzeszczanach lub do parafii Matki Bożej Częstochowskiej w Nieledwi.

## Historia
W wieku XIX Leopoldów stanowił folwark w powiecie hrubieszowkim gminie Werbkowice parafii Podhorce.